# Kyjov (ort i Tjeckien, Vysočina, lat 49,63, long 15,62)
Kyjov är en ort i Tjeckien.   Den ligger i regionen Vysočina, i den centrala delen av landet, 100 km sydost om huvudstaden Prag. Kyjov ligger 471 meter över havet och antalet invånare är 124.
Terrängen runt Kyjov är platt. Runt Kyjov är det ganska tätbefolkat, med 52 invånare per kvadratkilometer. Närmaste större samhälle är Havlíčkův Brod, 3,9 km sydväst om Kyjov. Omgivningarna runt Kyjov är en mosaik av jordbruksmark och naturlig växtlighet.